# ボヤン・ナスティッチ
ボヤン・ナスティッチ（Bojan Nastić, Бојан Настић、ボスニア語発音: [bôjan nâːstitɕ]、1994年7月6日 - ）は、ボスニア・ヘルツェゴビナとセルビアのサッカー選手。ボスニア・ヘルツェゴビナ代表。ポジションはDF。

## クラブ歴
2009年、地元のFKヴラセニツァの下部組織に所属している時に参加した毎年開催のステヴァン・ネシュティツキ杯で印象に残り、FKヴォイヴォディナ・ノヴィ・サドの下部組織に移籍。2012年4月7日にスターティングメンバーに名を連ねてプロ初出場、フル出場を果たしたがホームでFKラド・ベオグラードに0-2の敗北に終わった。
2016年8月10日に2年延長オプションつきの2年契約でKRCヘンクに移籍。18日後のSVズルテ・ワレヘム戦で途中出場しベルギーデビュー。
2019年9月、FC BATEボリソフに移籍。
2021年1月27日、ヤギエロニア・ビャウィストクに2024年6月までの契約で移籍。

## 代表歴
ユース年代はセルビア代表を選択した。
2018年5月にボスニア・ヘルツェゴビナ代表から招集された。28日のモンテネグロ代表との親善試合で代表初得点。